# Levantamiento armado en Honduras de 1924
El Levantamiento armado en Honduras de 1924 fue un conflicto armado surgido de un intento de golpe de Estado por parte Gregorio Ferrera.

## Antecedentes
Para finalizar la Segunda guerra civil de Honduras, en la conferencia de paz celebrada en el Crucero USS Milwakee el 29 de abril de 1924, los pactantes y representantes de las partes coincidieron en nombrar presidente al general Vicente Tosta Carrasco, dicha idoneidad lo hacía patente debido a su don militar y de gentes, la condición fue la de restablecer la paz absoluta en el país y convocar a elecciones generales, lo más pronto posible.
Un día después, el 30 de abril de 1924, ante el cuerpo diplomático, en las afueras del edificio que servía de sede al disuelto Congreso Nacional por la dictadura de Rafael López Gutiérrez, se realizó la ceremonia donde las nuevas autoridades tomaron posesión de sus cargos. Tosta Carrasco, militar de profesión, escogió para su gabinete de gobierno, algunos personajes políticos y a otros oficiales camaradas suyos en la revolución. Al doctor y general Tiburcio Carías Andino le nombró como ministro de Gobernación y Justicia, para el ministerio de Relaciones Exteriores: se nombró al Doctor Paulino Valladares, al ministerio de Instrucción Pública al doctor Ramón Alcerro Castro (sustituido después por Federico A. Smith), Hacienda y Crédito Público: al doctor Silverio Laínez, Fomento y Obras Públicas, al doctor José María Casco, (sustituido después por el doctor J. B. Henríquez), como ministro de Guerra y Marina, fue nombrado el general Gregorio Ferrera y el otro oficial revolucionario del ‘24’ general Martínez Fúnez, fue nombrado Comandante de Armas de la capital Tegucigalpa. La rivalidad y el sueño por el poder, volvió a Ferrera contra su amigo y paisano, de tal forma que abandono el ministerio de Guerra y Marina, Tosta nombró como sustituto al coronel Andrés Leiva; pero Ferrera emprendió su viaje a Intibucá junto con oficiales afines y algunas ayudas de los liberales con los cuales emprendió la lucha personal contra el gobierno.

## Movimientos de la rebelión
Ferrera se dirigió a su natal departamento de Intibucá allá encontraría a los aliados necesarios para alzarse contra Tosta. Gregorio Ferrara dirigió una rebelión en contra del inicio del gobierno el 6 de agosto de 1924.
El 11 de agosto de 1924, En el progreso de la segunda revolución de Honduras del año 1924 fue oscurecido por la bruma revolucionario. Cerca al supuesto asesinato de dos estadounidenses llegó la noticia de que el general Gregorio Ferrera había huido a las montañas, sin embargo, dejar de lado para tomar las tropas, machetes, rifles y grandes cantidades de munición. En Tegucigalpa, capital de Honduras, el Partido Liberal de Honduras fue culpado por el brote de la nueva revuelta, ya que su bandera era usada por el proclamado ejército. El gobierno arrestó a los dirigentes del Partido, reorganizado, dispuesto a aplastar a los revolucionarios.

## Combate de Cofradía
El comayagüelense general Simón Aguilar, se unió al bando de Ferrera para combatir a las tropas gubernamentales en el sitio de “El Calamar”, Cofradía, departamento de Cortés.

## Combate en Yoro
El general Santiago Nolasco, de orientación nacionalista, participó defendiendo a Yoro, de los ataques armados.

## Noroccidente de Honduras
El general Ferrera se atrincheró en el lugar de Lepaterique y acto seguido avanzó, hasta tomar Lamaní, La Esperanza, Intibucá, seguidamente emprenden la marcha sobre la ciudad colonial de Gracias (Lempira) y sobre la ciudad capitalista de Santa Rosa de Copán. 

## Batalla de Santa Rosa de Copán
Gregorio Ferrera al mando de los comandantes oficiales coronel Pedro G. Domínguez, coronel Justo Umaña, coronel Domingo Toroz, coronel Blas Domínguez y coronel Manuel Darías de origen colombiano, acompañados con más de 800 indios provenientes de Intibucá e instruidos en las armas y tácticas de combate, se abalanzaron sobre tres mil hombres de la guarnición de la ciudad de Santa Rosa, que estaba bajo órdenes de los oficiales general Filiberto Díaz Zelaya, general José León Castro, general Andrés Abelino Díaz y general Vicente Ayala. La ciudad después de la dura batalla fue perdida por los copanecos, la plaza fue tomada con la bandera revolucionaria y seguidamente al irse el grueso de los rebeldes junto a Gregorio Ferrera con dirección al centro del país.

## Intervención de los Estados Unidos
El 10 de septiembre de 1924, alrededor de 110 soldados estadounidenses fueron desplegados para mantener el orden en la ciudad puerto de La Ceiba, estas tropas estuvieron hasta el 15 de septiembre.

## NuevaConstitución de Honduras de 1924
En el gobierno del presidente general Vicente Tosta Carrasco es firmada la nueva Constitución en el mes de septiembre. Esta novena “Carta magna” estaba totalmente revisada y organizada legislativamente el procedimiento de elección de representantes en la cámara, de manera que los Diputados fueran seleccionados sobre la base de uno por cada 15.000 personas, en lugar de cada 10.000 habitantes como en la Constitución de 1894. Además de la ciudadanía, el candidato debe haber nacido en el departamento que desea representar, o cumplir con un requisito de residencia. En el caso del candidato a Presidente el Congreso tiene la función de recontar los votos electorales, para decidir si cualquier presidente o vice-candidato presidencial obtiene la mayoría absoluta, y la selección de los directores ejecutivos de los dos más altos cargos para cada uno, si se obtiene una mayoría". "La Constitución señala únicamente a los candidatos de entre treinta y sesenta y cinco años de edad que pueden optar a la presidencia", además no hay reelección del presidente.
Los espías del General Tosta, advirtieron sobre la avanzada que planeaba el General Ferrera; por consiguiente, Tosta ideó ir a combatir personalmente a su excamarada.

## Batalla decisiva de Ajuterique
Tosta había dejado la capital y la administración en manos de un presidente provisional y se había marchado sobre Ferrera, a la batalla decisiva, fue en Ajuterique departamento de Comayagua, cuando el presidente y general de división Vicente Tosta Carrasco derrotó la sublevación de su exministro de Guerra, general Gregorio Ferrera al vencer el grueso de su ejército rebelde, en uno de los combates más sangrientos que la historia de Honduras pueda narrar. 
En el occidente del país, el general José León Castro jefe de armas del occidente, se reagrupa y emprende la batalla contra las fuerzas rebeldes de Ferrera, estacionadas en la zona, haciéndolas retroceder hasta la frontera con El Salvador.
Después de la derrota el general Ferrera levanta el campo y continúa hacia el sitio de “Piedra Pintada” en el departamento de Copán, donde es batido de nuevo,  Ferrera no tiene más escapatoria que buscar refugio tras las fronteras con la república de Guatemala. Las tropas gubernamentales suprimieron la rebelión y el 5 de octubre se terminó con la sublevación por completo, reinando la paz en el país.

## Posguerra
- En este levantamiento el ejército hondureño no utilizó a los aeroplanos usados en la Segunda guerra civil.
- Se emite la Novena Constitución Política de Honduras.
- Al realizarse las elecciones el 20 de noviembre de 1924, resultando ganador el candidato del Partido Nacional de Honduras, doctor Miguel Paz Barahona que gobernó hasta octubre de 1928; viendo ese paso democrático en Honduras, el gobierno de los Estados Unidos ordenó el retiro de los embargos hacia el país centroamericano.[6]
- Gregorio Ferrera, quien todavía tenía simpatizantes y se encontraba en el exilio en Guatemala, se propuso volver a atacar a Honduras.